# Cold Fear
Cold Fear (Chinees: 极度深寒) is een survival horror computerspel ontwikkeld door Darkworks en gepubliceerd door Ubisoft.

## Gameplay
Cold Fear speelt zoals veel spellen in haar genre, maar de speelwijze lijkt op die van Resident Evil 4. De speler heeft een achter-de-schouder camera, net als in Resident Evil 4.
De speler kan kiezen tussen een gefixeerd camerastandpunt of de achter-de-schoudercamera. Wanneer de speler een deur opent, kan er een monster uitspringen, of wanneer de speler met een NPC praat, kan er een monster uit de romp barsten. Het spel heeft een vermogen parameter, die leegloopt als de speler loopt.

## Platforms
| Platform      | Jaar |
| ------------- | ---- |
| PlayStation 2 | 2005 |
| Windows       | 2005 |
| Xbox          | 2005 |

## Ontvangst
Het spel werd overwegend positief ontvangen:
| Beoordeeld door      | Platform      | Datum         | Score |
| -------------------- | ------------- | ------------- | ----- |
| Next Level Gaming    | Xbox          | 31 maart 2005 | 89%   |
| Playback             | Windows       | mei 2006      | 83%   |
| Game Captain         | Windows       | 7 mei 2005    | 80%   |
| Fragland.net         | PlayStation 2 | 11 mei 2005   | 77%   |
| IGN                  | PlayStation 2 | 17 maart 2005 | 72%   |
| MS Xbox World        | Xbox          | 14 maart 2005 | 70%   |
| Yahoo! Games         | Xbox          | 29 maart 2005 | 70%   |
| Jolt (GB)            | Xbox          | 6 april 2005  | 70%   |
| GameStar (Duitsland) | Windows       | mei 2005      | 60%   |
| UOL Jogos            | PlayStation 2 | 29 maart 2005 | 60%   |